# Maisons-en-Champagne
 Maisons-en-Champagne  es una población y comuna francesa, en la región de Champaña-Ardenas, departamento de Marne, en el distrito de Vitry-le-François y cantón de Vitry-le-François-Ouest.

## Demografía
| 305 | 327 | 336 | 388 | 436 | 414 |
| Para los censos de 1962 a 1999 la población legal corresponde a la población sin duplicidades (Fuente: INSEE [Consultar]) |     |     |     |     |     |